# Nouvelle Vague (pièce de théâtre)
Pour les articles homonymes, voir Nouvelle vague (homonymie).
Nouvelle Vague est une pièce de théâtre de Christine Angot créée en 1992 au théâtre Ouvert.

## Distribution à la création
- Texte : Christine Angot
- Mise en voix : Gérard Desarthe

## Autres mises en scène
- 1996 : mise en voix de Marcial Di Fonzo Bo, théâtre Ouvert, Paris.
- 1997 : mise en scène de Martial Rauch, INSA, Lyon. Interprétation : Gaëtan Bonhomme. Musique et lumières originales, régies lumière et son : Jean-Philippe Lambert. Régie lumière : Danusia Officjialska, Sarah Joly. Arrangements musicaux et projection du son : Yannick Chapuis. Collectif des Esprits Solubles[1].

- 1999 : mise en espace d'Hubert Colas, théâtre des Bernardines, Marseille

## Édition
- L'Usage de la vie incluant Corps plongés dans un liquide, Même si et Nouvelle Vague, Fayard, 1998.